# Marika Mikkola
Marika Mikkola (* 24. August 1971) ist eine ehemalige finnische Orientierungsläuferin. 
1995 wurde sie zusammen mit Anniina Paronen, Kirsi Tiira und Johanna Tiira in der zweiten finnischen Staffel laufend nordische Meisterin. 1996 und 1997 wurde sie mit der Staffel des Vereins Angelniemen Ankkuri finnische Meisterin, 1998 gewann sie die Venla-Staffel. Später wechselte sie zu Espoon Suunta. 2000 startete sie bei den Europameisterschaften in der Ukraine und belegte sowohl auf der Kurz- als auch auf der Langdistanz den  33. Platz. Umso stärker war ihr Auftreten ein Jahr später, als sie bei den Heim-Weltmeisterschaften in Tampere auf der Langdistanz die Silbermedaille gewann. Ihr Rückstand auf die Siegerin Simone Niggli aus der Schweiz betrug lediglich drei Sekunden. Sie startete auch mit Reeta Kolkkala, Liisa Anttila und Johanna Asklöf in der Staffel. Die Finninen verwiesen mit einem Vorsprung von fast vier Minuten die Staffeln Schwedens und Norwegens auf die Plätze. Bei ihren zweiten Weltmeisterschaften im schwedischen Västerås 2004 gewann Mikkola die Bronzemedaille auf der Langdistanz. Drei Tage später gewann sie mit Minna Kauppi und Heli Jukkola als Startläuferin der finnischen Staffel noch eine weitere Silbermedaille. 2008 kehrte sie vorübergehend in den Weltcup zurück und wurde durch einen Sieg im Sprint auch erstmals finnische Meisterin in einem Einzelwettbewerb. Sie startete dabei für den Verein Kalevan Rasti aus Joensuu.

## Platzierungen
| Weltmeisterschaften | Sprint | Mittel | Lang | Staffel |
| ------------------- | ------ | ------ | ---- | ------- |
| 2001 Tampere        |        |        | 2.   | 1.      |
| 2004 Västerås       |        | 8.     | 3.   | 2.      |

| Europameisterschaften | Sprint | Mittel | Lang | Staffel |
| --------------------- | ------ | ------ | ---- | ------- |
| 2000 Truskawez        |        | 33.    | 33.  |         |

| Finn. Meisterschaften | Sprint | Mittel | Lang | Ultra | Nacht | Staffel |
| --------------------- | ------ | ------ | ---- | ----- | ----- | ------- |
| 1996                  |        |        |      |       |       | 1.      |
| 1997                  |        |        |      |       |       | 1.      |
| 1998                  |        |        |      | 3.    |       | 2.      |
| 2001                  |        |        | 3.   |       |       | 2.      |
| 2004                  |        | 3.     | 3.   |       |       |         |
| 2008                  | 1.     |        |      |       |       |         |

| Gesamt-Weltcup | Gesamt-Weltcup |
| -------------- | -------------- |
| 1998           | 61.            |
| 2000           | 24.            |
| 2004           | 35.            |
| 2008           | 67.            |